# حفل توزيع جوائز الأوسكار التاسع والأربعون
حفل توزيع جوائز الأوسكار التاسع والأربعون (بالإنجليزية: 49th Academy Awards)‏ هو حدث نظمته أكاديمية فنون وعلوم الصور المتحركة لتكريم أفضل الأفلام لسنة 1976. أقيم الحفل بتاريخ 28 مارس، 1977 في جناح دوروثي تشاندلر، لوس أنجلوس. قامت شبكة هيئة الإذاعة الأمريكية ببثّ الحفل، وقدّمه ريتشارد بريور، جين فوندا، إلين بورستين، وارن بيتي. في هذه الدورة، فاز فيلم روكي بجائزة أفضل فيلم، وحاز الممثّل بيتر فينش على جائزة أفضل ممثّل، ونالت الممثلة فاي دوناوي جائزة أفضل ممثّلةٍ، وكانت جائزة الأوسكار لأفضل مخرج من نصيب المخرج جون أفليدسن.
أكثر الأفلام ترشيحاً للحصول على جوائز كان فيلم شبكة وفيلم روكي حيث تلقّى كلٌّ منهما 10 ترشيحات، بينما أكثرها فوزاً كان فيلم كل رجال الرئيس وفيلم شبكة حيث فاز كلٌّ منهما بـ 4 جوائز.

## الجوائز
- جائزة أفضل فيلم:

روكي
- جائزة أفضل مخرج:

جون أفليدسن
- جائزة أفضل ممثّل:

بيتر فينش
- جائزة أفضل ممثّلة:

فاي دوناوي
- جائزة أفضل ممثّل مساعد:

جيسون روباردس
- جائزة أفضل ممثّلة مساعدة:

بياتريس ستريت
- جائزة أفضل سيناريو مقتبس:

كل رجال الرئيس
- جائزة أفضل موسيقى تصويريّة:

الطالع والاتجاه إلى المجد
- جائزة أفضل تأثيرات بصريّة:

كينغ كونغ
- جائزة أفضل خلط أصوات:

كل رجال الرئيس

## وصلات خارجية
- حفل توزيع جوائز الأوسكار التاسع والأربعون على موقع IMDb (الإنجليزية)
- حفل توزيع جوائز الأوسكار التاسع والأربعون على موقع ميوزك برينز (الإنجليزية)
- الموقع الرسمي لجوائز الأكاديمية.
- الموقع الرسمي لأكاديمية فنون وعلوم الصور المتحركة.
- قناة جوائز الأوسكار على موقع يوتيوب (تُديره أكاديمية فنون وعلوم الصور المتحركة).
- مقتطفات فيديو من أكاديمية فنون وعلوم الصور المتحركة.